# Prostomatea
Classe
Les Prostomatea sont une classe de protistes de l'embranchement des Ciliés (Ciliophora).

## Liste des ordres
Selon l'AlgaeBase (23 septembre 2022), The Taxonomicon (23 septembre 2022) et le World Register of Marine Species (23 septembre 2022):
- Prorodontida Corliss, 1974
- Prostomatida Schewiakoff, 1896

Selon GBIF (23 septembre 2022) :
- Prostomatida

## Systématique
Le nom valide complet (avec auteur) de ce taxon est Prostomatea Schewiakoff, 1896.